# Ilse Wincor
Ilse Wincor (* in Vöcklabruck) ist eine österreichische Bratschistin und Professorin an der Universität für Musik und darstellende Kunst Wien.

## Leben und Wirken

### Werdegang und Lehrtätigkeit
Wincor besuchte seit 1973 das Musikgymnasium Wien. Parallel dazu studierte sie an der damaligen Hochschule für Musik und darstellende Kunst in Wien das Konzertfach Viola, was sie 1981 mit Auszeichnung abschloss. Ihre maßgebenden Lehrer waren dort Karl Stierhof und Hatto Beyerle. Sie vertiefte ihre Studien dann in den USA bei William Primrose, einem Schüler von Eugène Ysaÿe, und in London bei Peter Schidlof vom Amadeus-Quartett.
Seit dem Jahr 1982 unterrichtet Ilse Wincor an der heutigen Universität für Musik und darstellende Kunst Wien. Sie war zunächst Lehrbeauftragte und Universitätsassistentin, bis sie 2004 als Professorin berufen wurde.

### Aktivitäten als Künstlerin
Zusätzlich zu ihrer Lehrtätigkeit war Wincor immer als Musikerin in wechselnden Formationen und als Solistin aktiv, wobei sie häufig Werke von Mozart und Paul Hindemith spielt. Im Wiener Kammerorchester wirkte sie von 1980 bis 1992 als Solobratschistin. Ab 1981 wirkte sie in der Camerata Salzburg und von 1989 bis 1991 gleichfalls im Chamber Orchestra of Europe als Solobratschistin. Von 1993 bis 1997 gehörte sie dem von Beat Furrer gegründeten Klangforum Wien an. Aus Anlass dessen zehnjährigen Bestehens 1995 spielte sie im Wiener Konzerthaus die Uraufführung des Bratschenkonzertes von Friedrich Cerha. Seit 1999 ist Wincor Mitglied der vom ungarischen Pianisten und Dirigenten András Schiff ins Leben gerufenen „Cappella Andrea Barca“.